# R5000

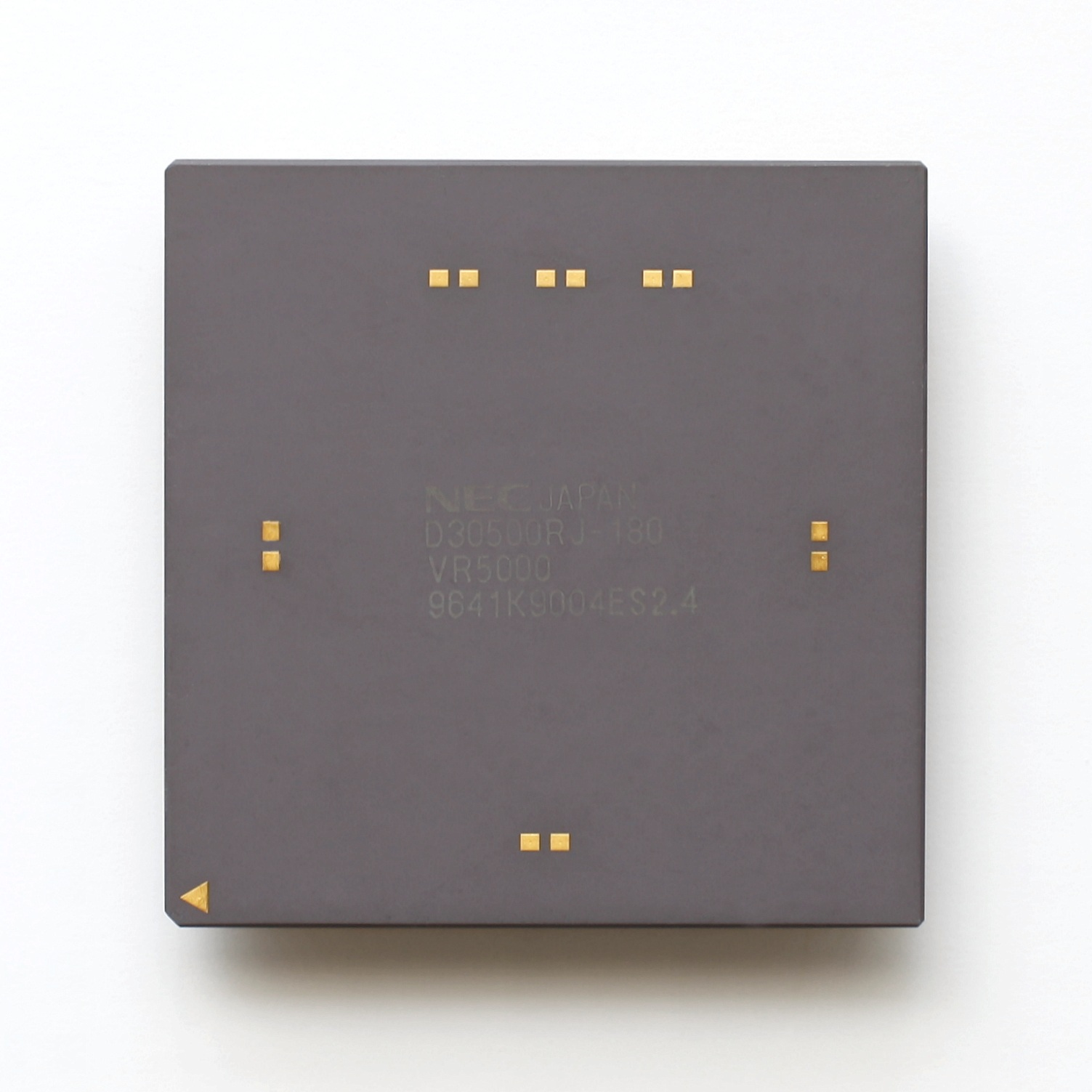
NEC VR5000

Az R5000 egy 64 bites, növekvő bájtsorrendű (little endian) szuperskalár, sorrendi végrehajtású, kétszeres utasításkibocsátású mikroprocesszor kialakítás, amely a MIPS IV utasításkészlet-architektúrát (ISA) valósítja meg. A Quantum Effect Design (QED) fejlesztette ki 1996-ban. A projektet MIPS Technologies, Inc (MTI) finanszírozta, amely egyben a licenc birtokosa is. Az MTI ezután licencelte a kialakítást az Integrated Device Technology (IDT), a NEC, az NKK és a Toshiba cégeknek. Az R5000 a QED R4600 és R4700 utódja volt, ez lett a cég csúcskategóriás beágyazott mikroprocesszorainak zászlóshajója.
Az IDT saját R5000-es változatát 79RV5000, a NEC VR5000, az NKK NR5000, a Toshiba pedig TX5000 jelöléssel forgalmazta. Az R5000-et eladták a PMC-Sierrának, amikor a vállalat felvásárolta a QED-et. Az R5000 származékait még ma is gyártják beágyazott rendszerekhez.

## Felhasználók
Az R5000 munkaállomás- és szerverszámítógépek kezdeti felhasználói a Silicon Graphics, Inc. (SGI) és a Siemens-Nixdorf voltak. Az SGI az R5000-et az O2 és Indy alsó kategóriás munkaállomásaiban használta. Az R5000-et beágyazott rendszerekben, például hálózati útválasztókban és felső kategóriás nyomtatókban is használták. Az R5000 megtalálta a helyét a játéktermi játékiparban is, az R5000-essel felszerelt alaplapokat az Atari és a Midway használta.
Kezdetben a Cobalt Qube és a Cobalt RaQ gépekben származtatott modelleket használtak, az RM5230-at és az RM5231-et. A Qube 2700 az RM5230 mikroprocesszort, a Qube 2 az RM5231-et használta. Az eredeti RaQ rendszerek RM5230 vagy RM5231 CPU-kkal voltak felszerelve, a későbbi modellekben áttértek AMD K6-2 processzorokra, majd végül Intel Pentium III CPU-kat használtak a végső modellekben.

## Történet
Az eredeti útiterv 1996 elején 200 MHz-es működést írt elő, 1996 végén 250 MHz-es órajellel kellett volna működnie, amit 1997-ben követett volna az R5000A. Az 1996 januárjában bemutatott R5000 nem érte el a 200 MHz-et, órajele 180 MHz-en maradt. Amikor alsó kategóriájú munkaállomás-mikroprocesszorként pozicionálták, konkurenciája az IBM és a Motorola PowerPC 604, a HP PA-7300LC és az Intel Pentium Pro volt.

## Leírás

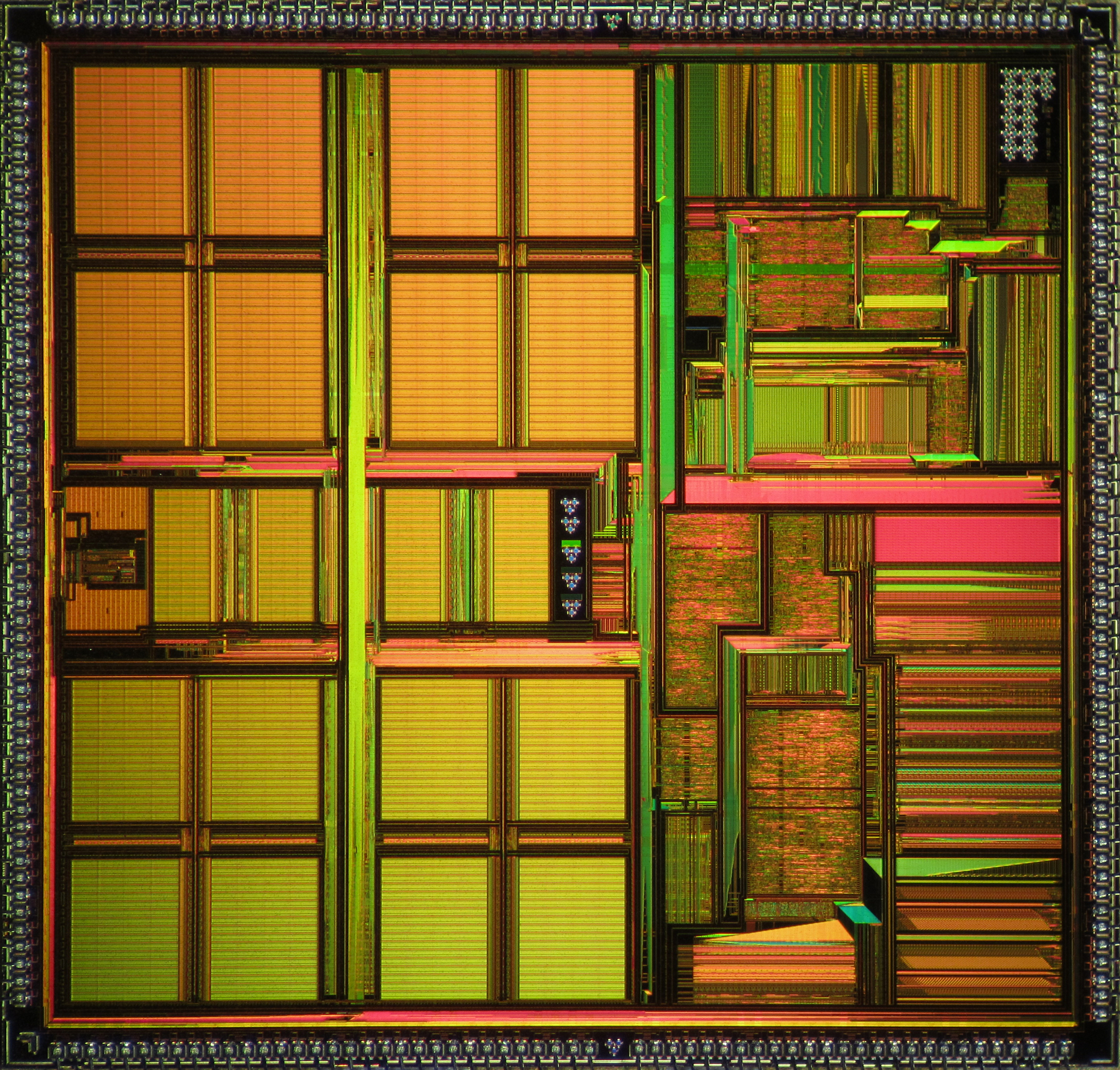
NEC VR5000 lapka

Az R5000 egy kétutas szuperskalár konstrukció, amely az utasításokat sorrendben (in-order) hajtja végre. Az R5000 egyszerre egy egész (fixpontos) és egy lebegőpontos utasítást képes kibocsátani. Egy egyszerű utasítás-futószalaggal rendelkezik a fixpontos utasításokhoz és egy másikkal a lebegőpontos utasításokhoz, a tranzisztorszám és a lapkafelület csökkentése érdekében. Az R5000 további költségcsökkentési okokból nem hajtott végre dinamikus elágazás-előrejelzést. Ehelyett statikus megközelítést alkalmaz, a fordítóprogram által a MIPS II architektúrában először bevezetett „valószínű elágazás” (branch-likely) utasításokban kódolt tippeket használja fel annak meghatározására, hogy milyen valószínűséggel történik elágazás.
Az R5000 nagy L1 gyorsítótárral rendelkezik, ez a QED-tervek egyik sajátos jellemzője, amelynek tervezői az egyszerű, nagy gyorsítótárral rendelkező konstrukciókat részesítették előnyben. Az R5000 két L1 gyorsítótárral rendelkezett, az egyik az utasítások, a másik az adatok számára. Mindkettő kapacitása 32 KiB. Mindkét gyorsítótár kétutas csoport-asszociatív rendszerű, sorméretük 32 bájt, és virtuálisan indexelt, fizikailag címkézett. 
Az utasítások elődekódolása az utasítás-gyorsítótárba való bekerüléskor történik, és ekkor minden utasítás négy kiegészítő bitet kap.
Ez a négy bit határozza meg, hogy kiadhatók-e együtt, és hogy melyik végrehajtó egység hajtja végre őket. Ez segítette a szuperskalár utasításkiadást azáltal, hogy a függőségi és konfliktus-ellenőrzés egy részét kivette a kritikus útvonalból.
A fixpontos egység a legtöbb utasítást egyciklusos késleltetéssel és áteresztőképességgel hajtja végre, kivéve a szorzást és az osztást. A 32 bites szorzások ötciklusos késleltetéssel és négyciklusos átviteli sebességgel rendelkeznek. A 64 bites szorzásoknál további négy ciklusnyi késleltetés és feleakkora átviteli sebesség áll rendelkezésre. Az osztás késleltetési ideje és átviteli sebessége 32 bites egész számok esetén 36 ciklus, 64 bites egész számok esetén pedig 68 ciklus.
Az lebegőpontos egység (FPU) egy gyors egyszeres pontosságú (32 bites) konstrukció, a költségek csökkentése érdekében és az SGI igényének megfelelően, melynek középkategóriás 3D grafikus munkaállomásai főként az egyszeres pontosságú számításokra támaszkodtak a 3D grafikus alkalmazásokban. Teljesen futószalagos, ami jelentősen javított a teljesítményén, az R4700-essel összehasonlítva. Az R5000 tartalmazza a MIPS IV ISA szorzás-összeadás (multiply-add) utasítását. Az egyszeres pontosságú összeadás, szorzás és szorzás-összeadás négyciklusos késleltetéssel és egyciklusos áteresztőképességgel rendelkezik. Az egyszeres pontosságú osztás 21 ciklusos késleltetéssel és 19 ciklusos átviteli sebességgel, míg a négyzetgyökvonás 26 ciklusos késleltetéssel és 38 ciklusos átviteli sebességgel rendelkezik. Az osztás és a négyzetgyökvonás nem futószalagos. A kétszeres pontosságú számokkal dolgozó utasításoknak lényegesen nagyobb a késleltetési ideje és alacsonyabb az áteresztőképessége, kivéve az összeadást, amelynek késleltetési ideje és áteresztőképessége megegyezik az egyszeres pontosságú összeadáséval. A szorzás és a szorzás-összeadás ötciklusos késleltetéssel és kétciklusos áteresztőképességgel; az osztás 36 ciklusos késleltetéssel és 34 ciklusos áteresztőképességgel rendelkezik. A négyzetgyökvonás késleltetése 68 ciklus, áteresztőképessége 66 ciklus.
Az R5000 integrált L2 gyorsítótár-vezérlővel rendelkezik, amely 512 KiB, 1 MiB és 2 MiB kapacitást támogat. Az L2 gyorsítótár a SysAD sínen osztozik a külső interfésszel. A gyorsítótárat egyedi szinkron SRAM-okkal (SSRAM) építették fel. A mikroprocesszor a SysAD sínjét használja, amelyet több más MIPS mikroprocesszorban is alkalmaznak. A sín multiplexelt (a cím és az adat ugyanazon vezetékeken közlekedik) és akár 100 MHz-es órajelfrekvencián is működhet. Kezdetben az R5000 nem támogatta a multiprocesszálást, de a kiszerelésben (csatlakozórendszerben) nyolc tűt fenntartottak ennek a funkciónak a későbbi hozzáadására.
A QED egy gyártóüzem nélküli cég volt, és nem gyártotta saját terveit. Az R5000-et az IDT, a NEC és az NKK gyártotta. Mindhárom cég az R5000-et
0,35 μm-es CMOS (CMOS) folyamattal gyártotta, de különböző folyamatjellemzőkkel. 
Az IDT az R5000-et két réteg poliszilíciumot és három réteg alumínium összeköttetést tartalmazó eljárással gyártotta. 
A két poliszilícium-réteg lehetővé tette az IDT számára, hogy négy tranzisztoros SRAM-cellát használjon, ami 3,6 millió tranzisztort és 8,7 × 9,7 mm (84,39 mm2) méretű lapkát eredményezett. 
A NEC és az NKK az R5000-et egy rétegű poliszilícium- és három rétegű alumínium fémezésű eljárással gyártotta.
A plusz poliszilícium-réteg nélkül mindkét vállalatnak hat tranzisztoros SRAM-cellát kellett használnia, ami 5,0 millió tranzisztort és egy nagyobb, körülbelül 87 mm2 területű lapkát eredményezett.
Az MTI 80–90 mm2-es lapkaméretet igényelt.
Mindkét változatban a tranzisztorok számából 0,8 millió a logikát, a maradék a gyorsítótárakat alkotta.
A csipek 272 golyós műanyag ball grid array (kb. golyómátrix) (BGA), vagy 272 tűs műanyag pin grid array (PGA) csatlakozással ellátott tokozásba kerültek. Az R5000 érintkező-rendszere nem volt kompatibilis egyetlen korábbi MIPS mikroprocesszorral sem.

## Származékok
Az 1990-es évek végén a Quantum Effect Design licencet szerzett a MIPS mikroprocesszorok gyártására és értékesítésére az MTI-től, és mikroprocesszor-gyártóvá vált, és ekkor a nevét Quantum Effect Devices-re változtatta, hogy tükrözze új üzleti modelljét. A vállalat első termékei az RM52xx család tagjai voltak, amely kezdetben két modellből, az RM5230-ból és az RM5260-ból állt. Ezeket 1997. március 24-én mutatták be. Az RM5230 kezdetben 100 és 133 MHz-es, az RM5260 pedig 133 és 150 MHz-es órajelű változatokban volt kapható. 1997. szeptember 29-én új, 150 és 175 MHz-es RM5230-asokat, valamint 175 és 200 MHz-es RM5260-asokat mutattak be.
Mind az RM5230, mind az RM5260 az R5000 származékai, és az elsődleges gyorsítótárak méretében (egyenként 16 KiB – az alapmodellben lévő 32 KiB helyett), a rendszerinterfészek szélességében (az RM5230-ban 32 bites 67 MHz-es SysAD sín, az RM5260-ban 64 bites 75 MHz-es SysAD sín), valamint a digitális jelfeldolgozási alkalmazásokhoz hozzáadott szorzás-összeadás és a három operandusú szorzóutasításokban különböznek tőle.
Ezeket a mikroprocesszorokat a Taiwan Semiconductor Manufacturing Company (TSMC) gyártotta 0,35 μm-es eljárásával, három rétegű fémezéssel. Az Amkor Technology csomagolta a csipeket Power-Quad 4 tokozásba, az RM5230-at 128 tűs változatban, az RM5260-at pedig 208 tűs változatban.
Az RM52xx családhoz később csatlakozott az RM5270, amelyet 1997. szeptember 29-én jelentettek be az Embedded Systems Conference-en. A felső kategóriás beágyazott alkalmazásokhoz szánt RM5270 150 és 200 MHz-en volt elérhető. A fejlesztések közé tartozott a lapkára integrált másodlagos gyorsítótár-vezérlő hozzáadása, amely legfeljebb 2 MiB gyorsítótárat támogat. A SysAD sín 64 bit széles, és 100 MHz-en működhet. Egy 304 tűs Super-BGA (SBGA) tokozást kapott, amely csatlakozó-kompatibilis volt az RM7000-el, és az RM7000-re való átállási útvonalként kínálták.

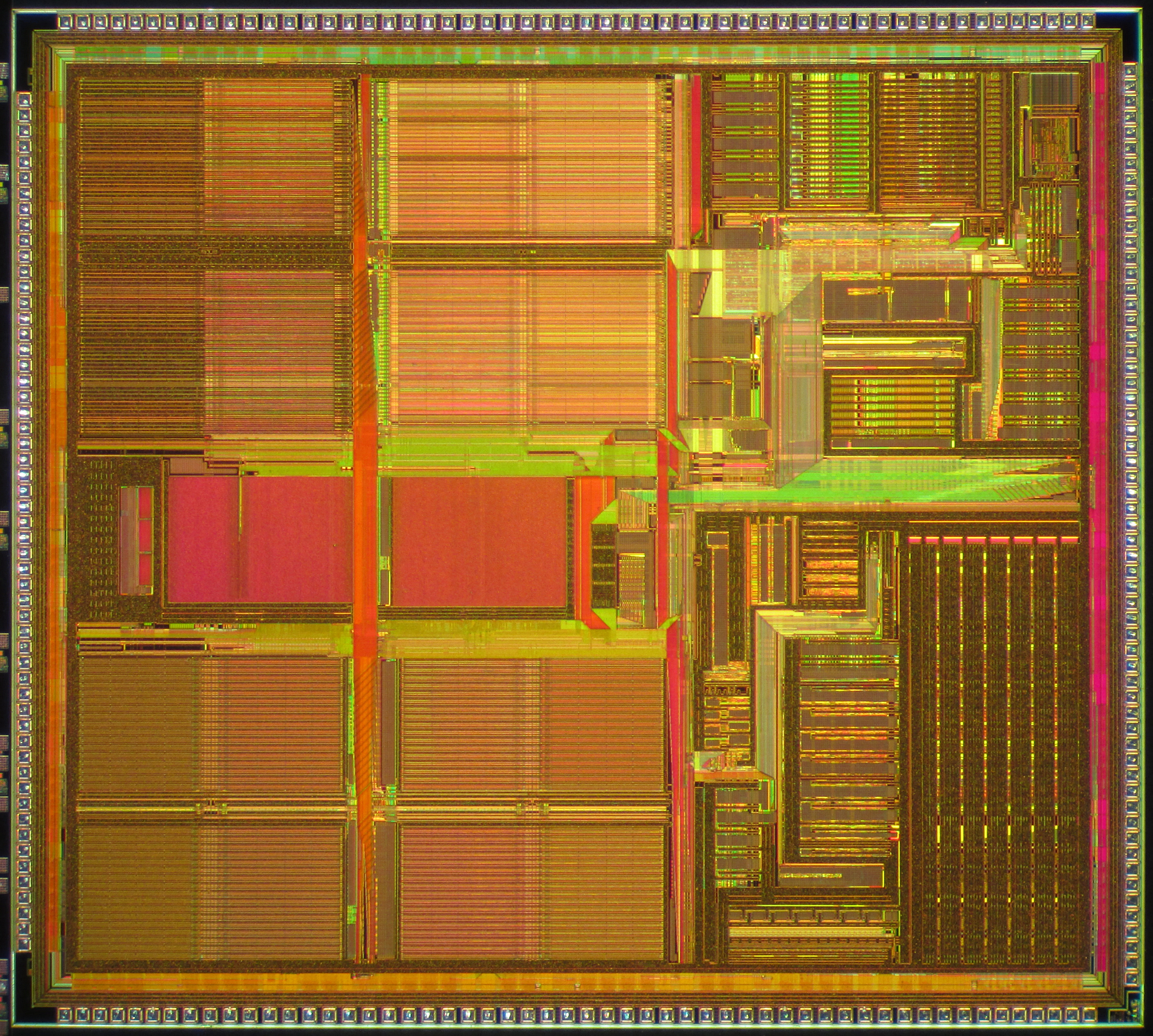
QED RM52x1 lapka

1998. július 20-án jelentették be az RM52x1 családot. A család az RM5231, RM5261 és RM5271 típusokból állt. Ezek a mikroprocesszorok az RM52x0 család megfelelő eszközeinek származékai voltak, amelyeket 0,25 μm-es folyamattal, négy rétegű fémezéssel gyártottak. Az RM5231 kezdetben 150, 200 és 250 MHz-es órajelen volt elérhető, míg az RM5261 és az RM5271 250 és 266 MHz-en. 1999. július 6-án bemutatták a 300 MHz-es RM5271-et, amelynek ára 140 USD volt, 10 000 darabos tételben. Az RM52x1 család egy továbbfejlesztett változat, amely nagyobb 32 KiB-os elsődleges gyorsítótárral és gyorsabb SysAD busszal rendelkezik, és 125 MHz-ig terjedő órajeleket támogat.
Miután a QED vállalatot felvásárolta a PMC-Sierra, az RM52xx és RM52x1 családok PMC-Sierra termékekként folytatták piaci szereplésüket. A PMC-Sierra 2001. április 4-én két RM52x1 származékot mutatott be, az RM5231A és az RM5261A jelű termékeket. Ezeket a mikroprocesszorokat a TSMC 0,18 μm-es folyamatával gyártotta, és a korábbi eszközöktől magasabb órajelek és alacsonyabb energiafogyasztás révén különböznek. Az RM5231A 250–350 MHz-es, az RM5261A pedig 250–400 MHz-es órajelekkel volt kapható.

A Sony PlayStation 2 játékgépében használt R5900-es az R5000 CPU módosított változata, amelyet Emotion Engine-nek neveztek el. 
Ez egyedi utasítás-/adat-gyorsítótár elrendezéssel rendelkezik, a MIPS IV utasításkészlet egy részhalmazát implementálja, kibővítve a Sony saját vektoros SIMD Multimedia Extensions (MMI) utasításkészletének 107 utasításával. Ezeket úgy valósították meg, hogy a 32 általános célú regiszter szélességét 128 bitre növelték, és az utasítások a két 64 bites fixpontos egységet párhuzamosan használják. Ez a két egység együttesen négy 32 bites, nyolc 16 bites vagy tizenhat 8 bites egész számon képes ALU-műveletet végezni ciklusonként.
Az egyedi FPU nem kompatibilis az IEEE 754 szabvánnyal, az R5000 által használt FPU-val ellentétben. Az eszköznek van egy második MIPS-magja is, amely szinkronizáló vezérlőként szolgál a speciális vektoros koprocesszorok számára, amik a 3D matematikai műveleteket végzik, amelyet akkoriban elsősorban a CPU-ban számoltak ki.

## Fordítás
Ez a szócikk részben vagy egészben  a   R5000 című angol Wikipédia-szócikk ezen változatának fordításán alapul.  Az eredeti cikk szerkesztőit annak laptörténete sorolja fel. Ez a jelzés csupán a megfogalmazás eredetét és a szerzői jogokat jelzi, nem szolgál a cikkben szereplő információk forrásmegjelöléseként.